# Rozrazil rakouský
Rozrazil rakouský (Veronica austriaca) je druh vytrvalé rostliny z čeledě jitrocelovitých, v jarních měsících vykvétá sytě modrými květy. V České republice je chráněný.

## Výskyt
Je poměrně teplomilný druh, roste vyjma Britských ostrovů a Skandinávie téměř v celé Evropě včetně evropské části Ruska. Je rozšířen i v mírném pásu Asie v Turecku, částečně na Kavkaze a ve Střední Asii, zabydlel se také v jižních oblastech Sibiře. Preferuje lesostepi a skalnaté stepi, teplé travnaté i křovinaté stráně i pastviny, okraje suchých doubrav a lesní světliny, písčiny i okraje lesních cest. Nejlépe mu vyhovují suché, hlinité půdy zásobené živinami na vápencích, opukách, spraších i vyvřelinách.
V České republice lze rozrazil rakouský nejčastěji nalézt v Českém krasu a na západě Českého středohoří a dále v menším množství na Podřipsku a Kadaňsku. Na Moravě pak v okolí Olomouce, Vyškova, Brna, Sokolnic a Čejče. Ojediněle roste i v mezofytiku v okolí Bělé pod Bezdězem a Štramberka.

## Popis
Je to vytrvalá bylina dosahující výšky 10 až 50 cm. Z hnědého šikmého nebo vodorovného tenkého oddenku vyrůstá větší množství u spodu nachově zbarvených lodyh dvojího typu. Květonosné, přímé a nejvýše krátce vystoupavé a sterilní, ty bývají častěji poléhavé. Jsou oblé, roztroušeně porostlé krátkými vzhůru zahnutými chlupy.
Z lodyhy vyrůstají listy přisedlé nebo s krátkým řapíkem které jsou podlouhle kopinaté až čárkovité, dlouhé 30 až 50 mm a široké 3 až 10 mm. Obvykle po okraji pilovité čepele listů jsou na bázi klínovité nebo zúžené, na vrcholu tupě špičaté až špičaté, po obou stranách jsou pokryty krátkými chlupy. Vrcholová část květných lodyh je sterilní, čárkovité podvinuté celokrajné listy jsou tam silně nahloučeny.
Květy s přitiskle chlupatými stopkami 3 až 7 mm dlouhými jsou uspořádány do úžlabních hroznovitých květenství která jsou obvykle vstřícná, na stopkách dlouhých až 80 mm, rozkvétají postupně a již se téměř neprodlužují, jsou porostlé zahnutými chlupy. Celokrajné, tupě špičaté čárkovité listeny jsou řídce chlupaté a dosahují délky květních stopek.
Výrazně nesymetrický pětičetný kalich je u báze krátce srostlý, jeho kopinaté až široce kopinaté cípy jsou po okrajích řídce chlupaté. Horní cíp je nejmenší, asi jen 1 mm (někdy chybí), spodní dva jsou nejdelší (3 – 4 mm) a prostřední jsou jen o málo kratší (2 – 3 mm). Koruna mívá 10 až 17 mm v průměru a bývá barvy sytě modré s tmavším žilkováním, v ústí kratičké korunní trubky je bělavá. Její cípy jsou vejčité až široce vejčité, horní nejširší je tupý až zaokrouhlený, ostatní tupě špičaté a spodní je viditelně užší. Kvete od května do července, opylovány jsou nejčastěji motýly. Tyčinky jsou dvě, vždy jsou výrazně kratší než koruny, horní části nitek a prašníky jsou modré. Chlupatý semeník má nitkovitou čnělku 5 mm dlouhou zakončenou polokulovitou bliznou.
Tobolky s mnohdy výraznou žilnatinou jsou eliptické až okrouhle obsrdčité, dlouhé 4 až 5 mm a široké 3 až 4 mm, z boku výrazně zploštělé. Na vrcholu jsou mělce vykrojené, chlupaté, vzácně olysalé. Semena jsou plochá, hladká žlutohnědé barvy.

## Taxonomie
Rozrazil rakouský se rozděluje do tří poddruhů:
- rozrazil rakouský pravý (Veronica austriaca) L. subsp. (austriaca)
- rozrazil rakouský zubatý (Veronica austriaca) L. subsp. (dentata) (F. W. Schmidt) Watzl
- rozrazil rakouský Vahlův (Veronica austriaca) L. subsp. (vahlii) (Gaudin) D. A. Webb

V České republice se vyskytuje poddruh rozrazil rakouský zubatý.

## Ohrožení
Rozrazil rakouský v České republice roste jen na několika málo lokalitách a jeho počty se příliš nezvyšují. Je proto v "Černém a červeném seznamu cévnatých rostlin ČR" veden jako silně ohrožený druh C2 – (EN).